# Jüdischer Friedhof (Eutin)
Der jüdische Friedhof von Eutin im Kreis Ostholstein in Schleswig-Holstein wurde von 1886 bis 1954 genutzt. Er liegt am Nordufer des Kleinen Eutiner Sees.

## Geschichte
In der Stadt lebten seit dem 18. Jahrhundert vereinzelte jüdische Familien. Eine Gemeinde bildeten sie nie. Um in seiner Heimatstadt bestattet werden zu können, kaufte der Arzt und oldenburgische Landtagsabgeordnete Nathan Nachmann Nathan (1813–1894) im Jahre 1850 den heute noch bestehenden Begräbnisplatz am Kleinen Eutiner See. Dort konnten fortan auch die örtlichen Juden ihre Angehörigen beerdigen. Die erste Bestattung fand 1886 statt. Auf dem eingezäunten und mit einer Toranlage versehenen Areal befinden sich etwa 12 Grabsteine mit zwei Familiengrabstätten mit je vier Gräbern (der Familien Würzburg und Nathan) aus dem frühen 20. Jahrhundert. Eine Gruppe von drei Grabstätten erinnert an fünf ungarische und rumänische Frauen aus dem Außenlager Bilohe des KZ Neuengamme bei der Lufthauptmunitionsanstalt Lübberstedt bei Bremen. Das Außenlager wurde am 20. April 1945 evakuiert. Die weiblichen KZ-Häftlinge wurden mit einem Zug abtransportiert, in dem auch mehrere Waggons mit Munition mitgeführt wurden. In der Nähe von Eutin und Plön bei Timmdorf wurde der Zug von britischen Fliegern am 3. Mai 1945 bombardiert. Dabei starben die fünf jüdischen Frauen.